# Huerto de Calixto y Melibea

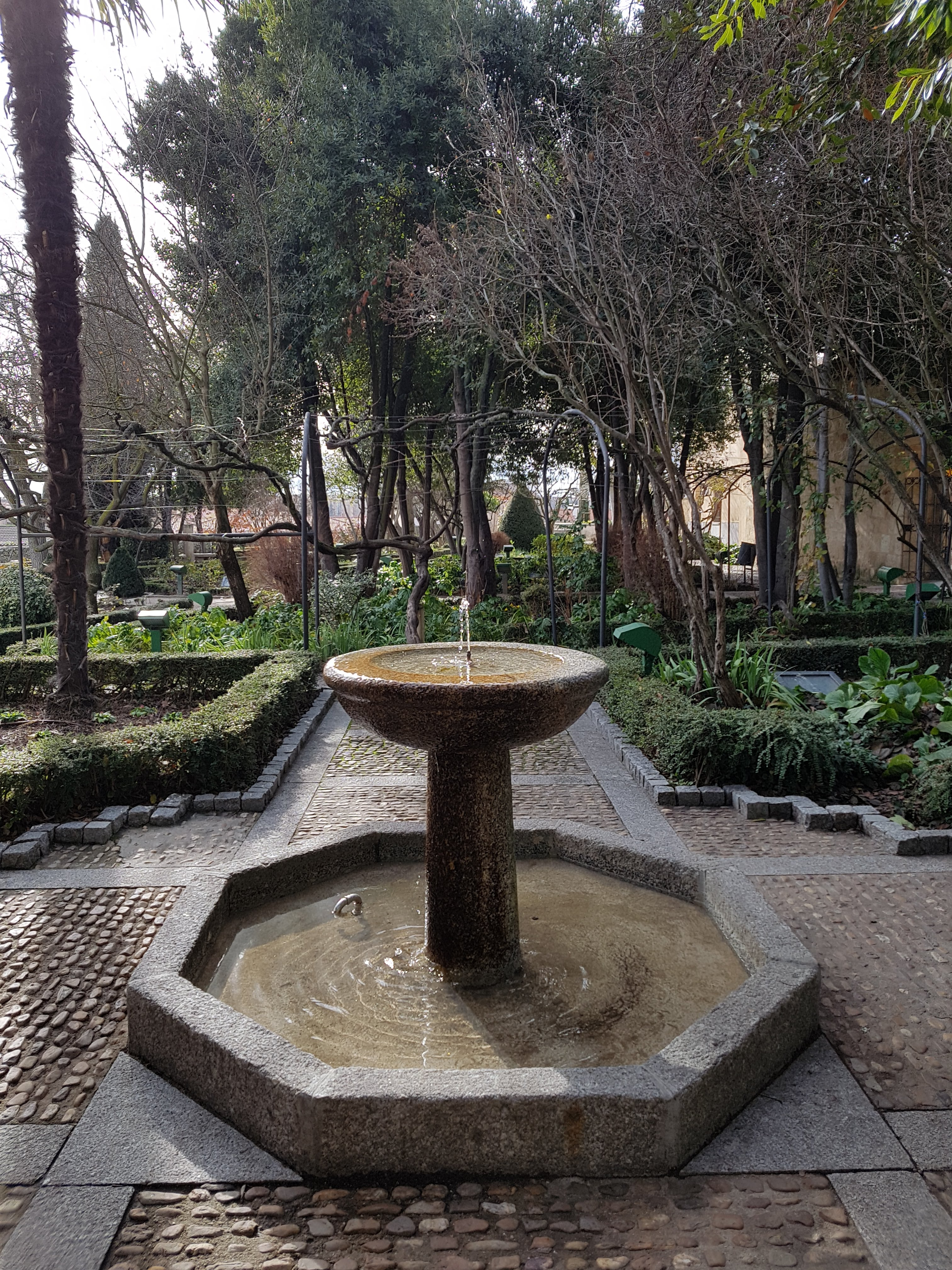
Fuente.

El Huerto de Calixto y Melibea es un jardín de 2.500 metros cuadrados ubicado en el casco antiguo de la ciudad de Salamanca (España). Se denomina así por estar inspirado en el famoso jardín de la tragicomedia de  Fernando de Rojas, la Tragicomedia de Calisto y Melibea (publicada en el año 1499 originalmente). Se encuentra ubicado en la ladera de la antigua muralla salmantina a los pies del río Tormes. En la actualidad es un parque visitable de carácter romántico por la historia de amor de los personajes enamorados de la obra de Fernando de Rojas: Calixto y Melibea. Fue inaugurado el 12 de junio de 1981.

## Características
El Huerto se encuentra en el casco histórico de la ciudad. Es un jardín cuidado que posee diversas variedades arbóreas, arbustivas y florales. Al huerto se añade el denominado jardín del Visir. Cuando se inauguró el jardín en 1981 se produjo el hermanamiento de la ciudad con Coímbra tal y como se refleja en una placa conmemorativa ubicada en las paredes del jardín.

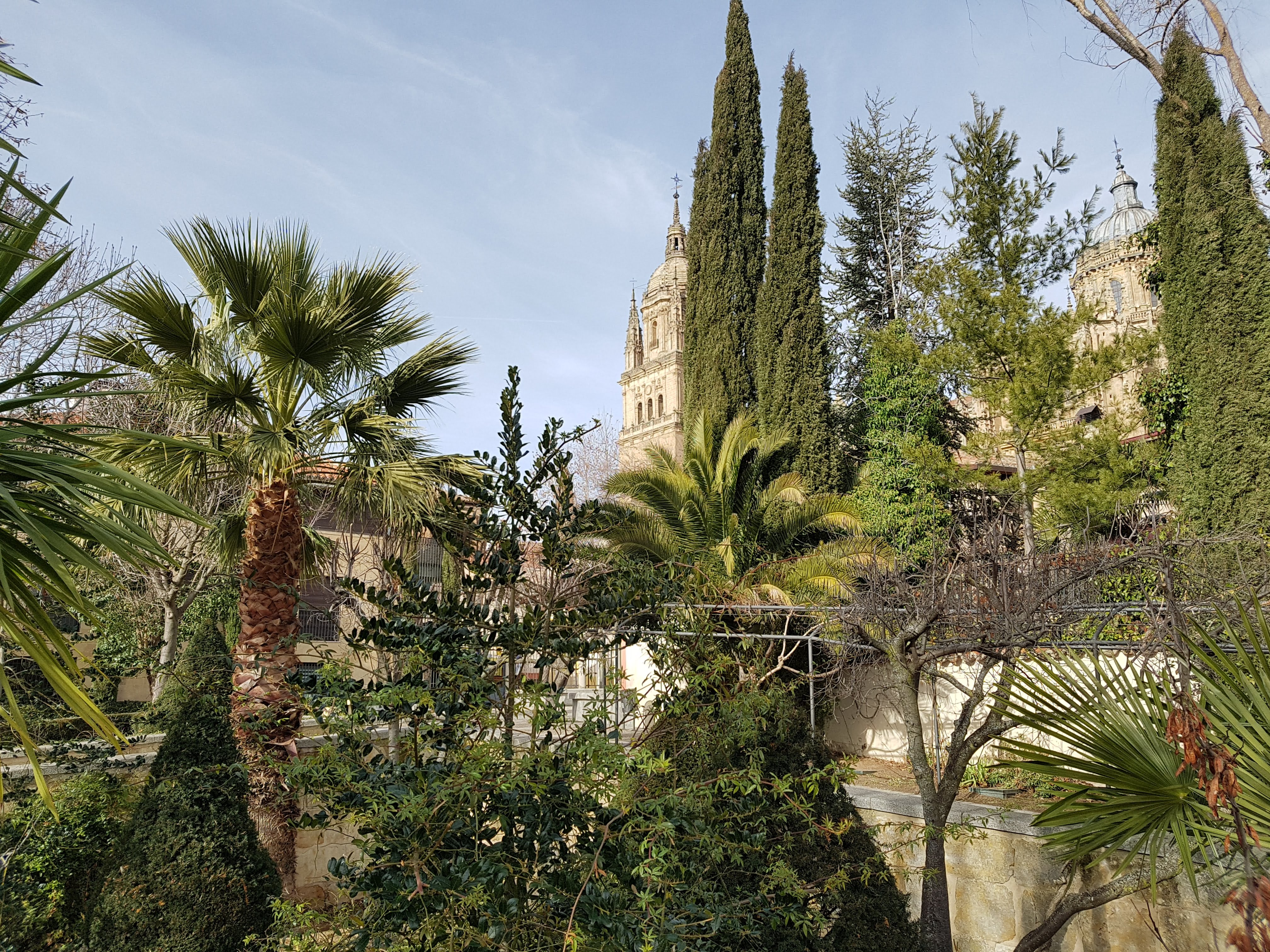
Vegetación.

Las especies más llamativas son una Phoenix canariensis, una Washingtonia filifera, una Cordyline terminalis, un parterre de agapantos y un plumbago ofrecidos al Huerto en 1991 por un granadino residente en Salamanca que se sentía fugazmente transportado a un jardín romántico andaluz en el Huerto, y quiso completar el hermanamiento introduciendo especies ornamentales nunca vistas en los jardines públicos de la ciudad.
Más adelante la colección del Huerto se ha enriquecido con otras plantas inusuales en los jardines de la ciudad como el hipérico, los agaves, las carrascas, los nísperos e incluso un haya.